# Радхаваллабха-сампрадая
Радхава́ллабха-сампрада́я или Шри Радхава́ллабха-сампрада́я (санскр. श्री राधावल्लभ सम्प्रदाय, IAST: śrī rādhāvallabha sampradāya), — сампрадая (традиция) внутри вишнуизма, основоположником которой был богослов Хит Хариванш Госвами (Хариванш, 1502—1552), центральную роль в которой играет поклонение Радхе — вечной возлюбленной Кришны, которая считается его женской формой. Радхаваллабха-сампрадая представляет основное течение в такой группе вишнуитских традиций, как радхаизм, близкой к кришнаизму.
В святом месте паломничества индуизма Вриндаване существует Храм Радха-валлабхи — это храм Радха-Кришны, в котором вместо божества Радхи рядом с божеством Кришны находится символизирующая Радху корона.
Среди известных представителей этой традиции — Прабодхананда Сарасвати — санскритский поэт и санньяси.